# 温堂区 (路易斯安那州)
溫堂區（英語：Winn Parish）是位於美國路易斯安那州北部的一個堂區。面積2,478平方公里。根據美國2000年人口普查，共有人口16,894人。治所溫菲爾德 （WInnfield）。
成立於1852年2月24日。堂區名紀念州議員、路易斯安那州立大學前身的創辦人沃爾特·O·溫。